# Fräschels
Fräschels ist eine politische Gemeinde im Seebezirk (französisch: District du Lac) des Kantons Freiburg in der Schweiz. Der französische Name der Gemeinde lautet Frasses (Lac), im Unterschied zum Dorf Frasses in der Gemeinde Les Montets.

## Geographie
Fräschels liegt auf 457 m ü. M., 10 km nordöstlich des Bezirkshauptortes Murten (Luftlinie). Das Bauerndorf erstreckt sich am Ostrand des Grossen Mooses, am Fuss der angrenzenden Molassehöhen, im nördlichen Freiburger Mittelland. Fräschels ist die nördlichste Gemeinde des Kantons Freiburg.
Die Fläche des 3,1 km² grossen Gemeindegebiets umfasst einen Abschnitt des Grossen Mooses. Etwas mehr als die Hälfte des Gebietes wird von der landwirtschaftlich intensiv genutzten Ebene des Grossen Mooses mit den Fluren Grossmoos, Wilerschritten und Fräschelsmoos eingenommen. Die Ebene wird vom Grossen Kanal durchquert. Nach Osten erstreckt sich der Gemeindeboden über den Hang von Fräschels und das Oberfeld auf die angrenzenden Molassehöhen mit dem Fräschelswald, in dem mit 516 m ü. M. der höchste Punkt von Fräschels erreicht wird. Von der Gemeindefläche entfielen 1997 12 % auf Siedlungen, 17 % auf Wald und Gehölze, 70 % auf Landwirtschaft, und etwas mehr als 1 % war unproduktives Land.
Zu Fräschels gehören einige wenige Einzelhöfe. Nachbargemeinden von Fräschels sind Kerzers im Kanton Freiburg sowie Kallnach im Kanton Bern.

## Bevölkerung
Mit 440 Einwohnern (Stand 31. Dezember 2023) gehört Fräschels zu den kleinen Gemeinden des Kantons Freiburg. Von den Bewohnern sind 95,0 % deutschsprachig, 2,1 % sprechen Mazedonisch und 0,8 % Französisch (Stand 2000). Die Bevölkerungszahl von Fräschels belief sich 1850 auf 291 Einwohner, 1900 auf 295 Einwohner. Nach einem Höchststand 1960 mit 338 Einwohnern nahm die Bevölkerung bis 1980 um rund 20 % auf 268 Personen ab. Seither wurde wieder ein deutliches Bevölkerungswachstum verzeichnet.

## Wirtschaft
Fräschels war bis in die zweite Hälfte des 20. Jahrhunderts ein vorwiegend durch die Landwirtschaft geprägtes Dorf. Noch heute haben der Ackerbau, der Gemüseanbau und der Obstbau einen wichtigen Stellenwert in der Erwerbsstruktur der Bevölkerung. Weitere Arbeitsplätze sind im lokalen Kleingewerbe und im Dienstleistungssektor vorhanden. In Fräschels gibt es einen Gärtnereibetrieb und ein Unternehmen, das landwirtschaftliche Geräte und Maschinen repariert – die Ziegelei wurde 1993 stillgelegt. In den letzten Jahrzehnten hat sich das Dorf auch zu einer Wohngemeinde entwickelt. Viele Erwerbstätige sind deshalb Wegpendler, die hauptsächlich in den Regionen Kerzers und Aarberg arbeiten.

## Verkehr
Die Gemeinde ist verkehrsmässig recht gut erschlossen. Sie liegt an der Hauptstrasse von Kerzers nach Lyss. Der nächste Anschluss an die Autobahn A1 (Bern-Lausanne) befindet sich rund 4 km vom Ortskern entfernt. Am 12. Juni 1876 wurde die Eisenbahnlinie von Murten nach Lyss mit einem Bahnhof in Fräschels in Betrieb genommen.

## Geschichte

Historisches Luftbild von Werner Friedli vom 25. Juni 1954

Das Gemeindegebiet von Fräschels war schon sehr früh besiedelt. Einzelne Fundstücke stammen aus dem Neolithikum, während ein Grabhügel auf die Hallstattzeit datiert ist. Von der Römerstrasse, die Aventicum mit dem Vicus Petinesca verbunden hatte, wurden einzelne Überreste gefunden.
Die erste urkundliche Erwähnung des Ortes erfolgte 1225 unter dem Namen Frescin; von 1228 ist die französische Bezeichnung Frasses belegt. Der Ortsname ist vom lateinischen Wort fraxinus (Esche) abgeleitet. Seit dem Mittelalter unterstand Fräschels der Herrschaft Murten. 1484 gelangte das Dorf als Teil der Landvogtei Murten unter die gemeinsame Verwaltung der Stände Bern und Freiburg.
Im Jahr 1795 entbrannte der sogenannte Mooskrieg, eine Auseinandersetzung zwischen den freiburgischen und den bernischen Gemeinden um Grundbesitz in der Ebene des Grossen Mooses. Nach dem Zusammenbruch des Ancien Régime (1798) kam das Dorf an den Kanton Freiburg. Während der Helvetik und der darauf folgenden Zeit gehörte es zum Distrikt Murten, bevor es 1848 mit der neuen Kantonsverfassung in den Seebezirk eingegliedert wurde. Fräschels besitzt keine eigene Kirche; es gehört zur reformierten Pfarrei Kerzers.